# Provinciale weg 217

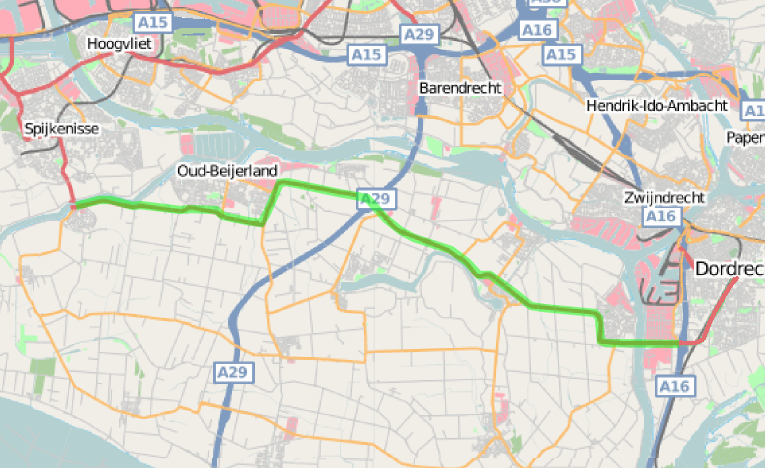
Detailkaart traject

De provinciale weg 217 of N217 is een provinciale weg in de Nederlandse provincie Zuid-Holland. De weg verloopt in de Hoeksche Waard en vormt een verbinding tussen Nieuw-Beijerland en de N3 bij Dordrecht. De weg begint bij de veerstoep van het veer Hekelingen - Nieuw-Beijerland en heeft ter hoogte van Heinenoord een aansluiting op de A29 richting Roosendaal en Rotterdam. Ten westen van Dordrecht sluit de weg aan op de A16 richting Breda en Rotterdam. Tussen 's-Gravendeel en Dordrecht wordt door middel van de Kiltunnel de Dordtsche Kil gepasseerd.
De weg is grotendeels uitgevoerd als tweestrooks-gebiedsontsluitingsweg met een maximumsnelheid van 80 km/h. Ter hoogte van de Kiltunnel is de weg uitgevoerd als vierstrooksweg, waarbij de rijbanen worden gescheiden door middel van een fysieke barrière. Tussen Oud-Beijerland en de aansluiting op de A29 verloopt sinds 2002 parallel aan de weg een busbaan, waarvan de bussen van Oud-Beijerland naar Rotterdam en het oosten van de Hoeksche Waard in beide richtingen gebruik kunnen maken.

## Kiltunnel
Tussen 's-Gravendeel en Dordrecht verloopt de N217 door de Kiltunnel. Oorspronkelijk werd er over de Dordtsche Kil een veerverbinding onderhouden. Vanaf de jaren 60 ontstond er een steeds grotere behoefte aan een vaste oeververbinding over of onder de Dordtsche Kil. Dit had verschillende oorzaken. Enerzijds nam de scheepvaart op de Dordtsche Kil steeds meer toe, anderzijds was door de uitvoering van de Deltawerken de stroomsnelheid van het water sterk toegenomen waardoor het steeds moeilijker werd een veerverbinding uit te voeren.
Uiteindelijk werd in december 1972 de Stichting Tunnel Dordtsche Kil opgericht. Deze stichting had tot doel de bouw en exploitatie van een tunnel mogelijk te maken. Na een periode van twee jaar werd in september 1974 begonnen met de bouw van de tunneldelen in een bouwdok in Barendrecht, waar eveneens de tunneldelen van de Drechttunnel en de Heinenoordtunnel gebouwd werden. Na een bouwduur van drie jaar werd de tunnel op 1 oktober 1977 voor verkeer opengesteld.

## Rondweg van Oud-Beijerland
De rondweg van Oud-Beijerland (officieuze benaming) is een circa 7,1 km lange samenstelling van wegen en straten die een verbinding vormen rondom Oud-Beijerland in de provincie Zuid-Holland. 

### Traject
De rondweg begint grofweg bij de Bosschenrotonde, waar de N217, de Jan van der Heijdenstraat en de Stougjesdijk samen komen. Vanaf hier loopt de rondweg over het traject van de N217, die de op 26 mei 2010 geopende randweg (omleiding om de Stougjesdijk te ontlasten) volgt. Vervolgens komt de weg aan bij de Greuprotonde, die de Stougjesdijk en de N217 met elkaar laat kruisen. Vanaf hier gaat de rondweg verder over de N217. 
Hierna volgt de kleine Polder Rotonde en later de Zuider Rotonde, die een kruising tussen de N217 en de Langeweg vormt. Circa 1,1 km verder op, wijkt de weg af van de N217, die op deze Randweg Rotonde verdergaat richting Nieuw-Beijerland. Na deze rotonde gaat de weg de laatste 2 km door als Randweg. 
Eenmaal aangekomen op de kruising met de Spuioeverweg en de Zoomwijcklaan wordt het een geasfalteerde straat die het centrum van het dorp inleidt.

### Straatnamen
- Provincialeweg (N217)
- Kwakscheweg (N217)
- Groeneweg (N217)
- Randweg